# Mestaruussarja 1942
Die Mestaruussarja 1942 war die 13. Spielzeit der finnische Fußballmeisterschaft seit deren Einführung im Jahre 1930. Sie wurde aufgrund des Fortsetzungskrieges lediglich im K.-o.-System ausgetragen.
Meister wurde Helsingin Toverit.

## Endrunde

### 1. Runde
|                      | Ergebnis |                       |
| -------------------- | -------- | --------------------- |
| Helsingin Toverit    | 3:0      | HJK Helsinki          |
| Kronohagens IF       | 2:2      | Helsingin Kullervo    |
| Kuopion PS           | 4:1      | Helsingin Pallo-Pojat |
| Viipurin Sudet       | 14:00    | YVPS Imatra           |
| VPV Vaasa            | 3:1      | Viipurin Ilves        |
| Kokkolan Palloveikot | 2:8      | Vaasan PS             |
| Helsingin Palloseura | 6:1      | Helsingfors IFK       |
| Turku PS             |          | Freilos               |

|                | Ergebnis |                    |
| -------------- | -------- | ------------------ |
| Kronohagens IF | 4:3      | Helsingin Kullervo |

### Viertelfinale
|                      | Ergebnis |                |
| -------------------- | -------- | -------------- |
| Helsingin Toverit    | 3:0      | Turku PS       |
| Vaasan PS            | 4:2      | VPV Vaasa      |
| Viipurin Sudet       | 5:0      | Kuopion PS     |
| Helsingin Palloseura | 1:0      | Kronohagens IF |

### Halbfinale
|                | Ergebnis |                      |
| -------------- | -------- | -------------------- |
| Vaasan PS      | 1:4      | Helsingin Toverit    |
| Viipurin Sudet | *        | Helsingin Palloseura |

| * | kampflos für Sudet |

### Finale
|                   | Ergebnis |                |
| ----------------- | -------- | -------------- |
| Helsingin Toverit | 6:4      | Viipurin Sudet |